# Celeus flavescens
El carpintero amarillento (Celeus flavescens), también denominado carpintero de cabeza amarilla o carpintero copete amarillo o carpintero de cresta rubia es una especie de ave piciforme de la familia Picidae de los pájaros carpinteros. 

## Distribución y hábitat
Se distribuye a través del este de Brasil, sur de la Selva Amazónica hasta Río Grande del Sur, Paraguay y (Misiones) Argentina. Se encuentra en varios hábitats del selva húmeda y sabana.

## Descripción
La característica más llamativa es la cresta rubia que pone en contraste con el resto de las partes superiores que son negras con rayas o pintas blancas, las partes inferiores totalmente negras. El macho tiene una raya malar roja, mientras que la hembra, tiene una raya malar negras.
Es una especie que tiene 23 cm de largo, muy parecida a Celeus lugubris con la cual es alopátrica. Se diferencia porque su cabeza y copete es más amarillo en esta especie, mientras que en C. lugubris es más pajizo (color paja) o amarillo claro y más despeinado que en Celeus flavescens.

## Taxonomía
Posiblemente forma una superespecie con Celeus castaneus, Celeus elegans y Celeus lugubris . Algunas veces es tratado como conespecífico con este último.

### Subespecies
Se reconocen 3 subespecies con su correspondiente distribución geográfica:
- Celeus flavescens flavescens (Gmelin, 1788) - centro este y sureste de Brasil (del sur de Bahía a Rio Grande do Sul) hasta el este de Paraguay y noreste de Argentina (Misiones).
- Celeus flavescens intercedens (Hellmayr, 1908) - Brasil, oeste de Bahia hasta Goiás y Minas Gerais. Como su nombre subespecífico lo indica la coloración es intermedia entre las otras dos subespecies.
- Celeus flavescens ochraceus (Spix, 1824) - este de Brasil, desde el oeste de Pará (sur del Amazonas) hasta la costa atlántica y al sur hasta el este de Bahia y Espírito Santo. Su nombre subespecífico hace referencia al color ocráceo en las partes superiores.

## Alimentación
Se alimenta principalmente de hormigas y termitas aunque también lo hace de fruta y frutos secos. Hace sus nidos en árboles y en nidos de termitas llamados comúnmente termiteros.